# Exit 2
Exit 2 (Kangaeru Exit (かんがえる いぐじっと?  lit. "Thinking Exit") en Japón) es la secuela del videojuego Exit para PlayStation Portable. Los desarrolladores prometieron más acertijos que acción y plataformas. Fue etrenado en Japón en septiembre de 2006 y en marzo de 2007 en Europa. Una demostración descargable fue estrenada en noviembre de 2006.
Una versión en Xbox Live Arcade del juego fue estrenado el 25 de febrero de 2009.

## Jugabilidad
En cada nivel, el objetivo es que el personaje principal, Mr. ESC, escapista de profesión, encuentre la salida antes de que se acabe el tiempo, limitado en cada fase.
Para ello, Mr. ESC deberá, manipulando objetos del entorno a su favor, encontrar la salida por varias situaciones en peligro.
También Mr. ESC puede encontrarse con individuos que han quedado atrapados en la misma fase que él, y deberá conducirlos (a veces opcional, y otras, obligatoriamente) a la salida. También podrá ordenarles ir a algún sitio concreto, o interactuar con el escenario.